# Nyambe Patera
La Nyambe Patera è una struttura geologica della superficie di Io.